# Arturo Malignani
Arturo Malignani (Udine, 4 marzo 1865 – Udine, 15 febbraio 1939) è stato un imprenditore e inventore italiano che si segnalò in particolare per i brevetti nel campo dell'illuminazione elettrica, per lo sviluppo e le applicazioni in Friuli dell'energia elettrica e dei cementifici.
Il metodo da lui inventato per creare il vuoto nelle lampadine ad incandescenza a oggi risulta essere il più efficace e utilizzato al mondo.
Grazie a lui, a partire dal 1 gennaio 1889, la città di Udine, in Friuli, fu la terza, dopo Parigi nel 1870 e Londra nel 1882, ad avere l'illuminazione pubblica delle strade con luce elettrica, in Europa.

## Biografia
Arturo nacque a Udine il 4 marzo 1865. Il padre Giuseppe, originario di Torreano, dopo aver acquisito una formazione tecnico-artistica presso l’Accademia di Venezia, lavorò come fotografo e pittore a Udine. Dal primo matrimonio era nata Adele. Dopo aver divorziato, Giuseppe sposò Carolina Ruggeri, da cui ebbero Arturo. L’attività del padre, titolare di un laboratorio di fotografia, fu il primo fortissimo stimolo per il giovane Malignani, che fin da bambino si cimentò negli esperimenti chimici e ottici, nella lavorazione del vetro e naturalmente nella fotografia. In seguito alla morte del padre (1868) la sua formazione passò sotto la guida della sorella Adele, che divenne un insostituibile punto di riferimento. Erano questi gli anni durante i quali iniziava a diffondersi in Italia ed in Europa la Seconda Rivoluzione Industriale, che portò come conseguenza l'utilizzo dell’energia elettrica. La stessa città di Udine aveva istituito nel 1878 una commissione incaricata di studiare il problema dell'illuminazione pubblica cittadina e, nel 1882, Arturo, che stava tra l’altro per conseguire presso il regio Istituto tecnico di Udine la licenza in fisica e matematica, poté assistere ad uno fra i primi esperimenti della Edison italiana. Durato all'incirca una decina di giorni, colpì profondamente la sua immaginazione. Un secondo esperimento, eseguito questa volta dalla Siemens di Berlino, venne compiuto nell'agosto del 1883, in occasione del cambio di denominazione della piazza Contarena in piazza Vittorio Emanuele II e dell'inaugurazione del monumento equestre a Vittorio Emanuele.
Nel 1891 sul lato di ponente del colle del castello di Udine, all'interno del giardino della sua abitazione, Malignani impiantò una stazione meteorologica. Quest'ultima inizialmente affiancò la stazione meteo dell'Osservatorio di Udine, ma dopo il 1914 divenne la stazione con la strumentazione più avanzata del momento.
A lui è intitolato l'istituto superiore "Arturo Malignani" di Udine.

## Brevetti e produzione di lampade per l'illuminazione elettrica
Tra i primi in Italia sviluppò una produzione di lampade ad incandescenza, registrando diversi brevetti, tra cui il sistema per creare il vuoto nel bulbo della lampada e la veloce (e meno nociva per i lavoratori) produzione in serie di lampadine. Malignani brevettò questo sistema solamente nel 1894 in quanto lo riteneva non necessario: era infatti certo che all'estero inventori come Edison e Philips avessero certamente fatto meglio di lui. In realtà Udine, terza città in Europa con l'illuminazione elettrica dopo Milano e Londra, aveva grazie a Malignani le lampadine migliori al mondo per qualità. La Edison italiana acquisì il brevetto da Malignani e fece da intermediaria con la Edison statunitense per la cessione del brevetto. Nel 1896 Malignani si recò a New York e lo stesso Thomas Edison rimase meravigliato della qualità del brevetto del giovane friulano, che divenne con la cessione l'uomo più ricco di Udine. 
Il suo metodo per produrre il vuoto nelle lampade ad incandescenza — grazie al quale molti dei gas venivano estratti con l'ausilio di una pompa meccanica, mentre il rimanente (che era sempre stato la parte problematica da rimuovere) veniva precipitato nel bulbo dall'azione del fosforo — è tutt'oggi impiegato sia in tutte le lampade a vuoto che in tutte quelle a gas rarefatti, perché è necessario togliere tutti i gas atmosferici prima di introdurvi l'argon o l'azoto.

## Attività di Malignani nell'energia idroelettrica. Udine città col tram

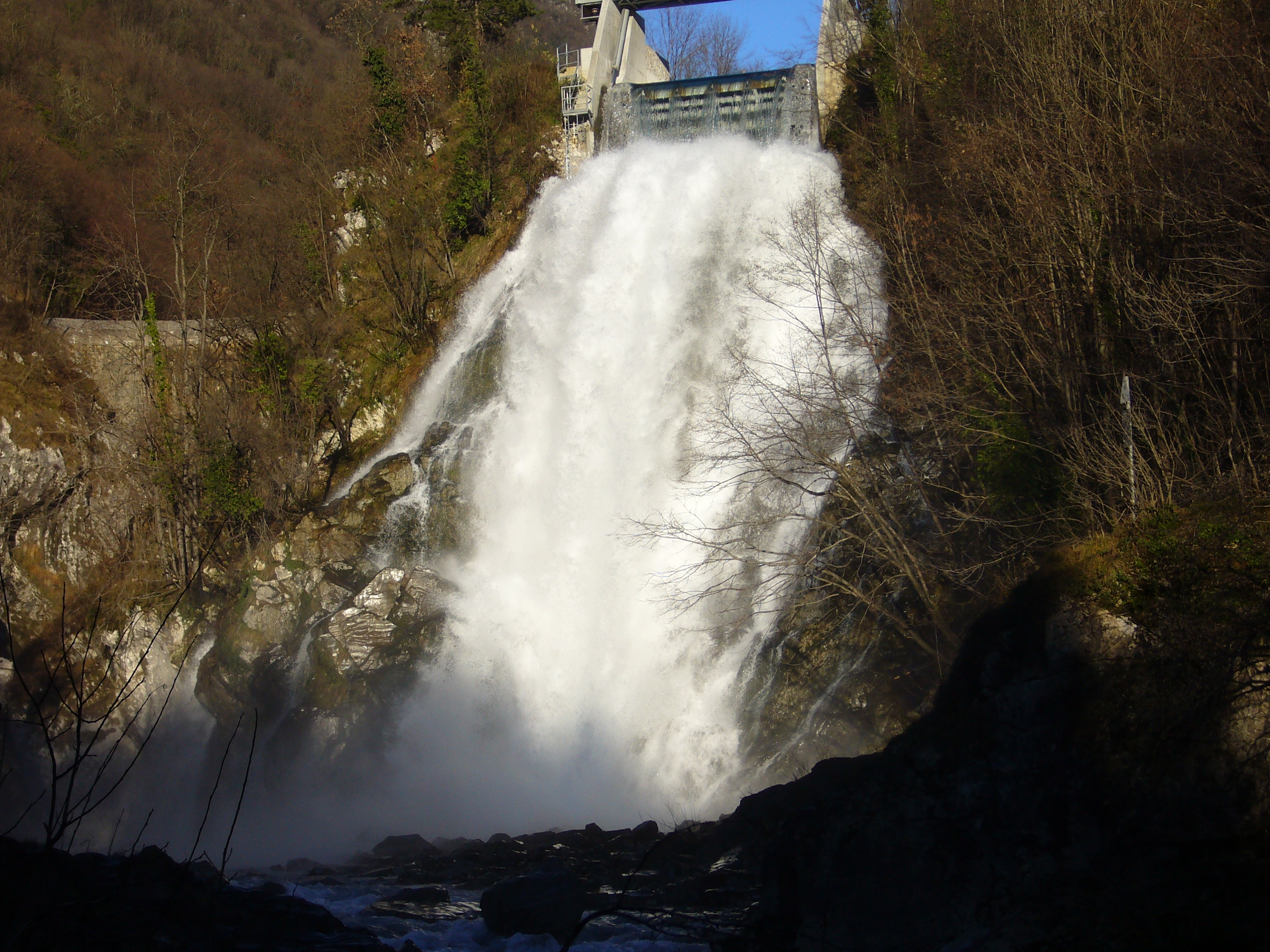
La cascata a valle della diga di Crosis, a Zomeais di Tarcento, costruita tra il 1897 ed il 1900

Malignani fu anche un pioniere nello sviluppo dell'energia idroelettrica, fondamentale in un paese, come l'Italia, tradizionalmente povero di fonti di energia fossile. Iniziò costruendo centrali termoelettriche e idroelettriche sui salti delle rogge cittadine, ancora insufficienti per le esigenze di consumo.
Il Friuli era però caratterizzato da corsi d'acqua di carattere discontinuo, quasi torrentizio, difficili da sfruttare per aver una fonte di energia stabile e continua. Fu così che fece costruire una diga a Crosis di Tarcento tra 1897 e 1901  per rifornire d'acqua la centralina elettrica del cascamificio di Bulfons. La diga venne costruita dalla Società Malignani-Volpe-Armellini costituita all'uopo dallo stesso Malignani e da due proprietari di tessiture e filande della zona, e fu poi ceduta alla Società Veneta per la Filatura Cascami di Seta.
Tra 1906 e 1907 fece costruire una centrale idroelettrica a Vedronza di Lusevera, anch'essa progettata da lui, che sfruttava le acque del torrente Torre. Quest'ultima, distrutta dal terremoto del 1976, consentì di rifornire Udine di elettricità per le industrie, per l'illuminazione pubblica e privata, e per l'elettrificazione del sistema tranviario cittadino (anch'esso un'opera pionieristica di prim'ordine per l'epoca). È in tale occasione che la società si trasformò in Società Friulana di Elettricità, in seguito consociata della Società Adriatica di Elettricità (SADE).

## Le cave e i cementifici
Successivamente Malignani si impegnò per produrre cemento, sviluppando l'estrazione di marna e la produzione industriale mediante cementifici nella provincia di Udine.
Fondò anche diverse cave di Pietra Piasentina nel suo paese natale, Torreano.

## Filmografia
- Una splendida invenzione, tra Malignani ed Edison (1980), di Roberto Serrani[7]